# 페르시아표범
페르시아표범(학명: Panthera pardus tulliana)은 이란, 아프가니스탄등 중동에 분포하는 표범이다. 주로 아이벡스등 산양류를 잡아먹는다.